# Schütz István
Schütz István (Arad, 1923. március 27. – 2010. november 27.) magyar újságíró, nyelvész, műfordító, albanológus, balkanista.

## Életútja
Szülővárosában, a Római Katolikus Főgimnázium diákjaként érettségizett 1942-ben. A román hatóságok sorozása elől 1942. szeptember 14-én átszökött a határon Magyarországra.
Felsőfokú tanulmányait 1943-ban a budapesti Pázmány Péter Tudományegyetem bölcsészkarán kezdte meg. Az első tanévet követően a második világháború fejleményei tanulmányai megszakítására kényszerítették. 1944. október 10-én kapta meg a behívóparancsot, a sorozóbizottság már október 23-án katonai szolgálatra alkalmasnak nyilvánította, majd besorozta a Magyar Királyi Honvédségbe. A hírhedt veszprém-jutasi Kinizsi Pál Honvéd Csapataltisztképző Iskola keretein belül létrehozott karpaszományos iskola növendékeként géppuskás kiképzést kapott, aminél hatalmas előnyt jelentett apja, Schütz Ferdinánd aradi fegyverműves és vadász szakmája és ez irányú nevelése.
Rajparancsnoki beosztásban hagyta el a kiképző intézményt és hosszú vonatozást követően Grosskirschbaumnál, a mai Trześnióweknél a lengyel frontra került. 1944 októberétől 1945 márciusáig teljesített szolgálatot, sebesülés nélkül élte túl a háború forgatagát. 1945 elején, egy éjszakai szőnyegbombázás okozta felfordulást kihasználva, három felvidéki katonatársával megszökött, majd négy hét éjszakai gyaloglás és nappali rejtőzködés után, a németországi Ambergnél amerikai hadifogságba került. Miután a fogolytábor felügyeletét a francia hadsereg átvette, talpraesettségének, valamint anyanyelvi szintű magyar, német, román és francia nyelvtudásának köszönhetően kiemelték, hogy tolmácsként, festőként és szakácsként, mint szerződéses szolgálatost besorozzák a Francia Hadsereg 3. Algériai Lövészezred 7. századába, ahol 1945. augusztus 2. és 1946. május 13. között teljesített szolgálatot.
Ezt követően visszatért Budapestre, 1946-tól folytatta egyetemi tanulmányait, diplomáját 1948-ban szerezte meg. Egyetemi tanulmányai mellett megtanult finnül és olaszul is. 1948-ban 150 albán ösztöndíjas érkezett Magyarországra, hogy egyetemi tanulmányokat folytasson, akiknek a magyarnyelv-tanára lett. Ezt követően 1949–1950-ben az újonnan megnyíló budapesti albán nagykövetség sajtótitkári teendőit látta el. 1951-ben a Magyar Távirati Iroda munkatársa lett a Külföldi Sajtószolgálatnál. 1954-ben mint „jobboldali szociáldemokratát” kizárta a Magyar Dolgozók Pártja, pártonkívüli státuszán pedig soha többet nem is változtatott.
Egyedülálló nyelvtudására ennek ellenére szükség volt, amely a legnehezebb időszakokban is biztosította számára a politikai és szellemi függetlenséget. 1955 októberében egy hét alatt tette le a francia, az albán és a román felsőfokú nyelvvizsgát, 1963-ban pedig a spanyolt. 1960-tól 1966-ig a Magyar Rádió külföldi adásszerkesztőségében dolgozott. 1967-től tizenkét éven át a budapesti székhelyű Demokratikus Ifjúsági Világszövetség World Youth Magazine című lapjának főszerkesztője, 1979-től 1982-ig a Magyar Hét hat nyelven megjelenő turisztikai hetilap főszerkesztő-helyettese, 1982-től 1990-ig pedig a KGST kiadásában négy világnyelven megjelent Economic Cooperation gazdasági havilap felelős szerkesztője volt. 1993-ban a Magyar Rádió „reaktiválta” és az idegen nyelvű adások főszerkesztőségén kezdett el dolgozni, ahol a román nyelvű adás szerkesztője és műsorvezetője volt. Rendszeres rovatát, amely a román–magyar megbékélést hirdette, az Împreună în trecut, împreună în viitor, azaz Együtt a múltban, együtt a jövőben címmel több mint három évig sugározta a Magyar Rádió.
Újságírói és lapszerkesztői pályájával párhuzamosan 1983-tól az Eötvös Loránd Tudományegyetem román filológiai tanszékének tudományos munkatársa volt. Nyugdíjazását követően címzetes egyetemi docensi címmel folytatta az oktatómunkát, elsősorban albanológiai stúdiumokat és albánnyelv-órákat tartott. Közben szorgosan dolgozott a nyolcvanezer címszavas albán–magyar nagyszótáron, amelyet még halála előtt befejezett. A mű kiadására hosszú idő után végül 2025-ben kerül sor.
2010. november 27-én, nyolcvanhét évesen hunyt el, december 7-én búcsúztatták az ürömi temetőben. Nős volt, házasságaiból négy fiú- és két leánygyermek született.

## Tudományos és műfordítói munkássága

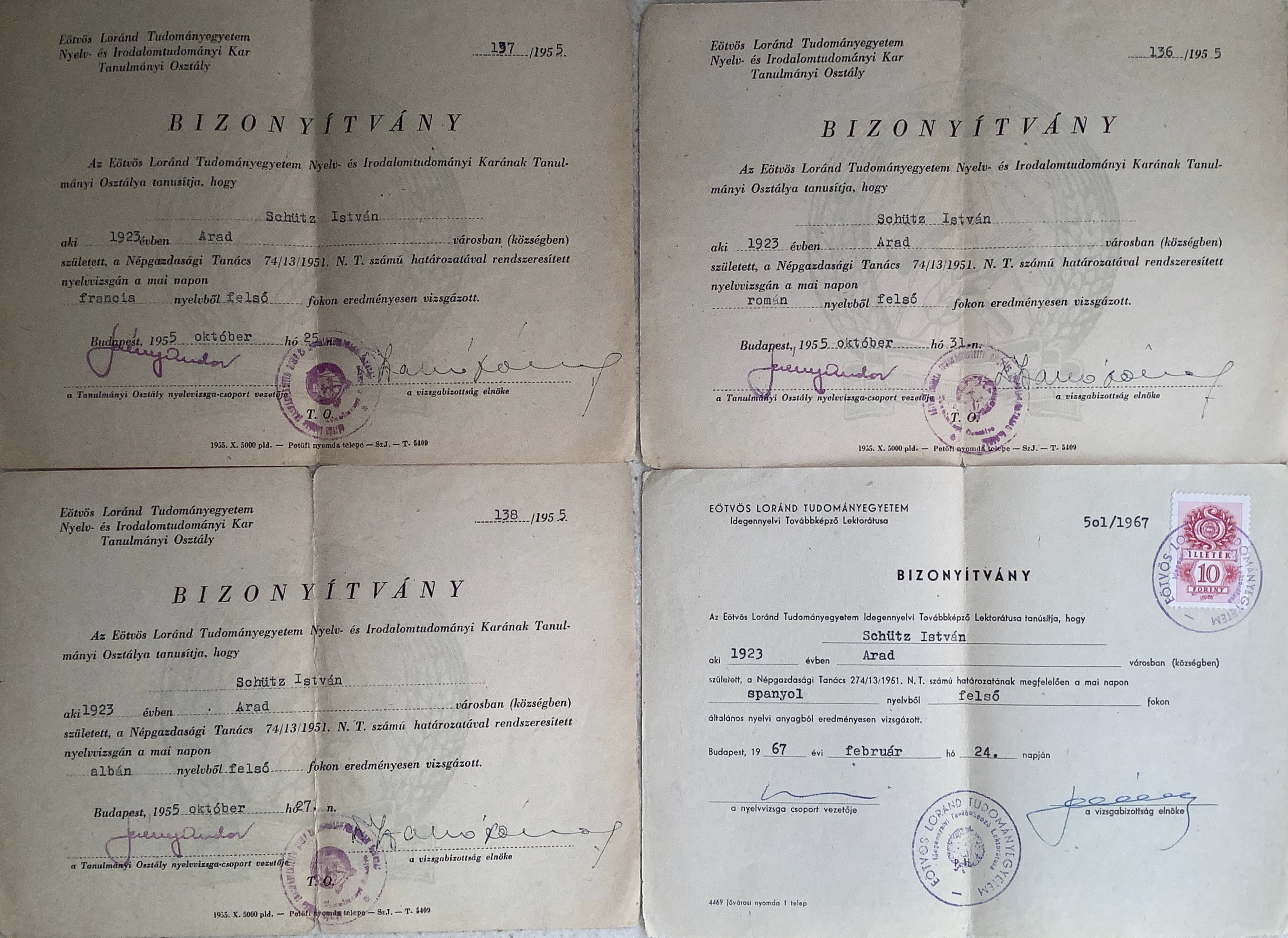
Francia, albán, román és spanyol felsőfokú nyelvvizsga bizonyítványok

Schütz István már az 1950-es évektől foglalkozott nyelvészeti kutatásokkal. Részt vett az első albán–magyar szótár szerkesztési munkálataiban (1953), majd behatóan foglalkozott a balkáni nyelvek genezisével és a térség népeinek nyelvi kapcsolatrendszerével. Az 1980-as évektől kezdve franciául jelentek meg első nyelvészeti tanulmányai az albán–román nyelvi párhuzamokról, 1988-ban pedig az Albán Tudományos Akadémia meghívására Tiranában számolt be addigi kutatásairól. Ez irányú munkásságát 2002-ben Fehér foltok a Balkánon címen megjelent albanológiai-balkanisztikai áttekintésével koronázta meg. A 20. század egyik legnagyobb hatású magyar és nemzetközi albanológusaként, az albán nyelv és kultúra fáradhatatlan terjesztőjeként tartják számon. Személyisége és munkássága által az albánok a mai napig barátjukként tisztelik a magyar tudóst.
Műfordítóként elsősorban a finn és az albán irodalom alkotásait tolmácsolta a magyar olvasóközönségnek, de fordított románból, franciából, portugálból és németből is. 1962-től az 1980-as évek elejéig több mint hétezer oldalt fordított finnről magyarra. Mika Waltari történelmi regényeinek többsége az ő fordításában jelent meg itthon (Az emberiség ellenségei; Mikael; Mikael Hakim; Turms, a halhatatlan földi élete tíz könyvben; Johannesz ifjúsága; Johannesz Angelosz). A Kalevala első énekét lefordította finnről albánra, mely egy tanulmány kíséretében meg is jelent Pristinában. Tizenkét pályatársa mellett Schütz Istvánnak a műfordítás elméletéről, elveiről és gyakorlati nehézségeiről alkotott gondolatait is közreadták a 2008-ban Nyelvi álarcokban: Tizenhárman a fordításról címen megjelent kötetben.

## Társasági tagságai és elismerései
Schütz 1983-tól a Finn Irodalmi Társaság levelező tagja volt, 1985-ben Waltari-műfordításaiért elnyerte a társaság Kalevala-emlékérmét. Műfordítói és tudományos tevékenysége elismeréseként 2003-ban a Magyar Köztársasági Érdemrend lovagkeresztjét vehette át. Ezek mellett Albánia kormánya 1998-ban albanológiai tevékenysége megbecsüléseként a Naim Frashëri-érdemrend arany fokozatát ítélte Schütz Istvánnak. Születésének századik évfordulója alkalmából az albán fővárosban utcát neveztek el róla. A Rruga Istvan Schutz a Kodra e Diellit városrészben található és Tirana főpolgármestere, Erion Veliaj avatta fel.

## Főbb művei

### Önálló kötetei, közreműködései
- Albán–magyar szótár. Főszerk. Tamás Lajos. Budapest: Akadémiai. 1953.   379 o. [A nyelvtani példatár és nyelvjárási útmutató Schütz István munkája]
- Schütz István: Az albán néphadsereg. Budapest: Zrínyi. 1958.  = Fegyverbarátaink,  5.  64 o.
- Baracs Dénes – Schütz István: Portugália szegfűvel. Budapest: Kossuth. 1974.   349 o.
- Schütz István: A DIVSZ története. Budapest: ILV Ságvári Endre Könyvszerkesztőség. 1980.  ISBN 963-422-253-6  157 o.
- Őrfi János [= Schütz István]: Împreună în trecut – împreună în viitor. Budapest: Radiodifuziunea Maghiară. [1995].  ISBN 963-7058-17-6  129 o.
- Schütz István: Fehér foltok a Balkánon: Bevezetés az albanológiába és a balkanisztikába. Budapest: Balassi. 2002.  ISBN 9635064721

- Schütz István: Albán nyelvkönyv. Budapest: Balassi. 2002.  ISBN 963-506-461-6  177 o.
- István Schütz: Du latin au roumain: Pages de l’histoire du mythe et de la continuité daco-roumaine. Budapest: Balassi. [2012].  ISBN 978-963-506-877-7  205 o.

### Műfordításai, fordítási antológiái
- A föld szépe: Albán népmesék. Ford. és az utószót írta Schütz István. Budapest: Európa. 1957.   241 o.
- Fatmir Gjata: Szerelem a völgyben. Ford. Schütz István. Budapest: Európa. 1960.   166 o.
- Mika Waltari: Mikael. Ford. Schütz István. Budapest: Európa. 1966.  = Századok, Emberek,
- Virágzik a pomagránát: Albán históriás énekek, balladák és népdalok. Vál. és az utószót írta Schütz István. Budapest: Európa. 1968.   350 o.
- Mika Waltari: Palmu felügyelő tévedése: Regény. Ford. Schütz István. Budapest: Európa. 1969.   282 o.
- Mika Waltari: Megmondják a csillagok: Regény. Ford. Schütz István. Budapest: Európa. 1971.   253 o.
- Ismail Kadare: A halott hadsereg tábornoka: Regény. Budapest: Európa. 1972.   335 o.
- Mika Waltari: Az emberiség ellenségei. Ford. Schütz István. Budapest: Európa. 1975.  = Századok, Emberek,   976 o.
- Álvaro Cunhal: A demokráciáért és a szocializmusért. Ford. és válogatta Schütz István; szerk. Fencsik László. Budapest: Kossuth. 1976.   263 o.
- Qamil Buxheli: Maksut úr karrierje: Regény. Ford. Schütz István. Budapest: Európa. 1978.  ISBN 963-07-0983-X  317 o.
- Mika Waltari: Turms, a halhatatlan földi élete tíz könyvben, Kr. e. körülbelül 520–450 között. Ford. Schütz István. Budapest: Európa. 1987.  = Századok, Emberek,  ISBN 963-07-4093-1  560 o.
- Mika Waltari: Johannesz ifjúsága. Ford. Schütz István. Budapest: Európa. 1998.  ISBN 963-07-6281-1  499 o.
- Ismail Kadare: Aiszkhülosz, a nagy vesztes. Ford. Schütz István. Budapest: Európa. 2001.  = Mérleg,  ISBN 963-07-6868-2  166 o.